# Новиград (Задар)

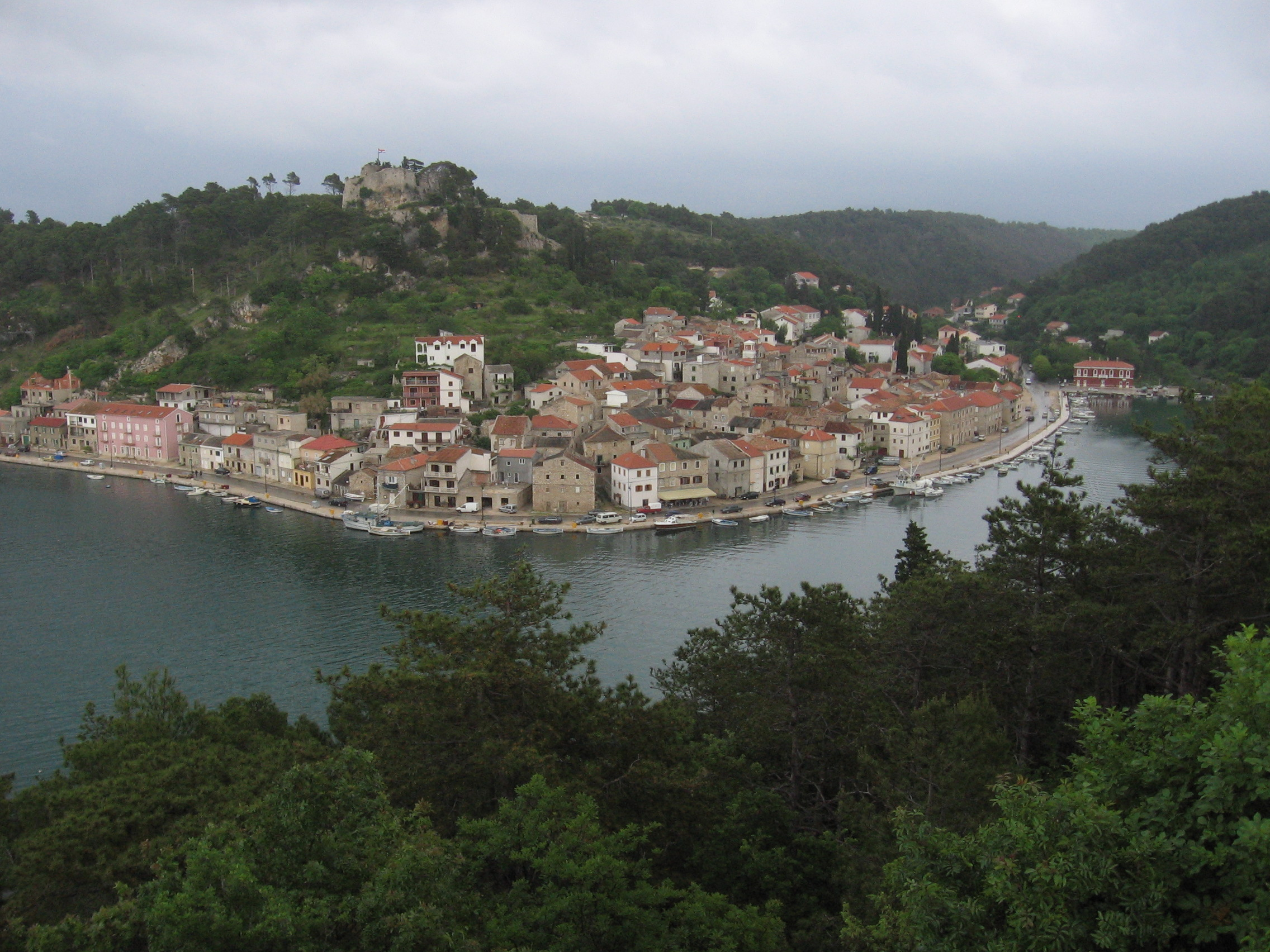
Новиград-Задарський

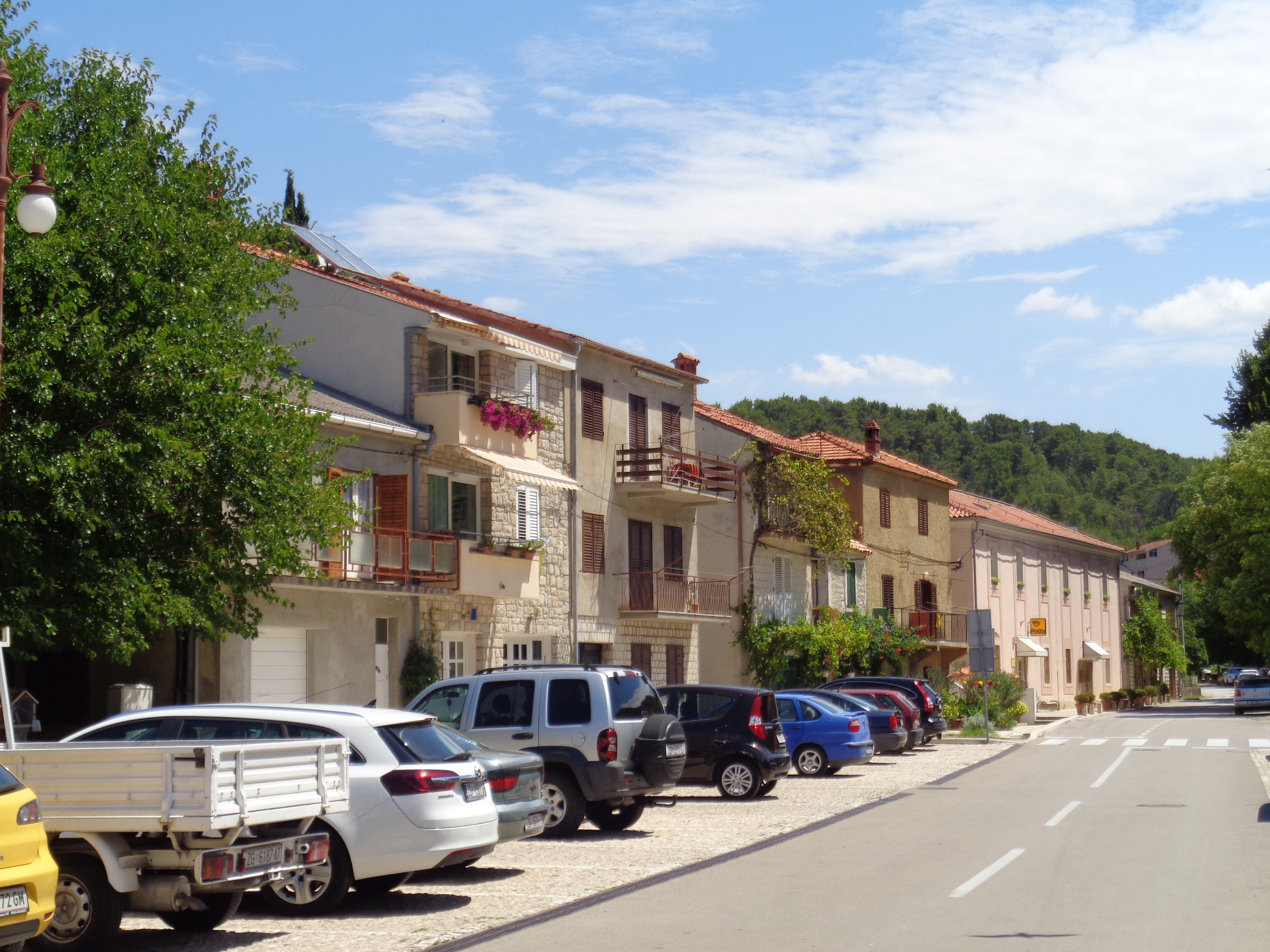
Головна вулиця

Новиград (хорв. Novigrad) — селище в Хорватії, у центральній Далмації, у Задарській жупанії. Оскільки в Істрії є місто з тією ж назвою, у Хорватії часто називається Новиградом-Задарським або Новиградом-Далматинським.
Новиград лежить за 35 км на північний схід від Задара, на південному березі Новиградського моря, великої морської затоки, поєднаної з Адріатичним морем вузькою Новською протокою. Саме селище лежить на березі затоки, а на пагорбі над селищем височать руїни середньовічної фортеці XIII століття. У 1386 в цьому замку були ув'язнені королеви Марія та Єлизавета, роком пізніше Єлизавета була тут убита. Новиград історично був містом рибалок. Рибальські традиції в Новиграді зберігаються.
У 1992—1993 роках береги Новиградського моря стали ареною запеклих боїв між хорватською армією та військами Республіки Сербська Країна. 1992 року Новиград зайняли серби, що прагнули зруйнувати стратегічно важливий міст над Новською протокою. У 1993 році в ході операції «Маслениця» місто визволила хорватська армія.

## Населення
Населення громади за даними перепису 2011 року становило 2 375 осіб. Населення самого поселення становило 534 осіб.
Динаміка чисельності населення громади:
Динаміка чисельності населення центру громади:

## Населені пункти
Крім поселення Новиград, до громади також входять: 
- Палюв
- Придрага

## Клімат
Середня річна температура становить 14,22 °C, середня максимальна – 27,34 °C, а середня мінімальна – 1,76 °C. Середня річна кількість опадів – 902 мм.
| Клімат поселення                              | Клімат поселення | Клімат поселення | Клімат поселення | Клімат поселення | Клімат поселення | Клімат поселення | Клімат поселення | Клімат поселення | Клімат поселення | Клімат поселення | Клімат поселення | Клімат поселення | Клімат поселення |
| Показник                                      | Січ.             | Лют.             | Бер.             | Квіт.            | Трав.            | Черв.            | Лип.             | Серп.            | Вер.             | Жовт.            | Лист.            | Груд.            |                  |
| Середній максимум, °C                         | 9,34             | 10,27            | 13,04            | 16,22            | 20,80            | 24,53            | 27,34            | 26,97            | 22,94            | 18,46            | 13,01            | 10,04            |                  |
| Середня температура, °C                       | 5,54             | 6,47             | 9,26             | 12,42            | 17,01            | 20,76            | 24,06            | 23,71            | 19,71            | 15,22            | 9,76             | 6,79             |                  |
| Середній мінімум, °C                          | 1,76             | 2,67             | 5,49             | 8,64             | 13,24            | 16,96            | 20,81            | 20,44            | 16,44            | 11,95            | 6,49             | 3,53             |                  |
| Норма опадів, мм                              | 74               | 66               | 70               | 76               | 69               | 60               | 37               | 52               | 96               | 104              | 106              | 92               |                  |
| Середньомісячна швидкість вітру, м/с          | 2.88             | 2.99             | 3.13             | 3.00             | 2.60             | 2.40             | 2.42             | 2.30             | 2.53             | 2.69             | 3.20             | 3.14             |                  |
| Середньомісячна сонячна радіація, кДж/м²·день | 5003             | 7722             | 11326            | 16112            | 20244            | 22546            | 24421            | 21261            | 15528            | 9850             | 5411             | 4262             |                  |
| --------------------------------------------- | ---------------- | ---------------- | ---------------- | ---------------- | ---------------- | ---------------- | ---------------- | ---------------- | ---------------- | ---------------- | ---------------- | ---------------- | ---------------- |
| Джерело:                                      |                  |                  |                  |                  |                  |                  |                  |                  |                  |                  |                  |                  |                  |